# راسپوتین (فیلم ۲۰۱۵)
«راسپوتین» (انگلیسی: Rasputin (2015 film)) یک فیلم است که در سال ۲۰۱۵ منتشر شد.